# Park Dolinka Służewska
Park Dolinka Służewska – park miejski w Warszawie, w dzielnicy Mokotów, ograniczony ulicami Dolina Służewiecka od południa i wschodu, Bacha od północy, aleją Wilanowską od północnego wschodu i ulicą Puławską od zachodu. We wschodniej części jest przecięty ulicą Nowoursynowską. Nad środkową częścią parku przebiega wiadukt w ciągu al. Harcerzy Rzeczypospolitej.

## Opis
Park położony jest w dolinie Potoku Służewieckiego, obejmuje obszar 22,8 ha terenów zielonych i stawów (w kierunku od ul. Puławskiej do Nowoursynowskiej: Stawy Kaczeńcowy Górny i Kaczeńcowy Dolny, Stawy Nenufarowe, Staw Niezapominajki, Staw Czarcie Oczko (Trzykrotki), Staw Parzydło, Stawy Irysowy Górny i Irysowy Dolny). Został zaprojektowany i założony po wybudowaniu przyległego do parku osiedla Służew nad Dolinką w latach 70. XX wieku. Projektantem był Longin Majdecki.
Na terenie parku znajdują się pozostałości dawnej wsi Służew – zachowała się część zabudowań jednego z gospodarstw przy ulicy Tarniny. W parku wzniesiono też siedzibę Służewskiego Domu Kultury.
W ramach realizacji projektów z budżetu obywatelskiego stworzono miejsce wypoczynku − plac przy ul. Nowoursynowskiej oraz naturalny plac zabaw, który nawiązuje do historii terenu. W zachodniej części parku zainstalowano drewniane hamaki.
Poprzez przejście pod ulicą Puławską park łączy się z terenami zielonymi wokół Stawu Służewieckiego, a poprzez przejście pod wiaduktem ulicy Dolina Służewiecka z parkiem Romana Kozłowskiego w dzielnicy Ursynów.